# Decsi István (iskolamester)
Decsi István (16. század – 17. század) iskolamester, költő.
Valószínűleg Tolna megyében tevékenykedett, mivel Decsen írta össze 1609-től 1613-ig énekeskönyvét, amely mint Decsi-kódex ismeretes. Andorka Gyula ajándékozta a Magyar Tudományos Akadémiának 1864-ben; 16-rét alakú s elöl-hátul csonka; 45 éneket foglal magában több énekszerzőtől, így Batizi Andrástól és Tinódi Lantos Sebestyéntől is. A legrégibb 1530-ig visszavezethető, a legújabb 1611-ből való. Jobbára vallásos tartalmúak, de vannak a benne históriás énekek, valamint Decsytől is több ének, leginkább protestáns vallásos tartalmú, melyeket egyházi vagy iskolai használatra szánt. Decsy neve a versfejekből tűnik ki. Thaly Kálmán ismertette 1864. december 5-én a Magyar Tudományos Akadémián (M. T. Akad. Ért. 1864) és a Századokban (1871. 31. és 91. l. Ismeretlen historiás énekek címen)